# Manuel Vicente Ordóñez
Manuel Vicente Ordóñez (Rosario, 23 de mayo de 1902 – Buenos Aires, 15 de mayo de 1988) fue un jurista, activista, filósofo, profesor universitario y líder intelectual y político demócrata cristiano argentino.

## Vida
Hijo de Manuel Ordóñez y Amalia Escudero, Manuel Ordóñez nació en Rosario, el 23 de mayo de 1902. Se graduó de Bachiller en el Colegio de la inmaculada Concepción de Santa Fe .El 20 de julio de 1925 Manuel V. Ordóñez se casó con Beatriz Josefina Gallardo Cantilo, hija de Angel Gallardo. Tuvieron seis hijos: Manuel Xavier Felipe, Marcos Félix, Beatriz Isabel, Marcelo Pablo, Clara Angélica y Mauro Esteban.
En 1969 retornó la enseñanza en la Universidad del Salvador. Renunció a esta casa de estudios y se incorporó a la Universidad del Museo Social Argentino, donde enseñó Filosofía del Derecho e Historia de las Ideas Políticas desde los 69 hasta los 84 años.

### Figura demócratacristiana

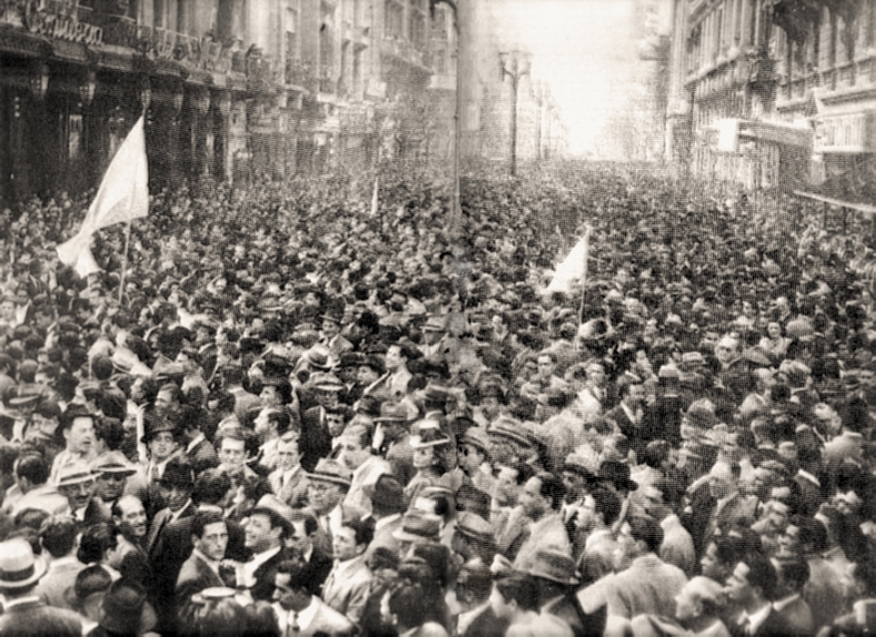
Marcha de la Constitución y la Libertad (19/9/1945).

Fue miembro de la Junta de Coordinación Democrática y organizó la Marcha de la Constitución y la Libertad del 19 de septiembre de 1945. A partir de entonces comienza su mayor gravitación en la vida política argentina y se va constituyendo en todo un referente demócrata cristiano, haciendo conocer sus ideas en actos públicos, en escritos y en pequeños círculos donde forma numerosos discípulos.

#### Cofundador de la ODCA

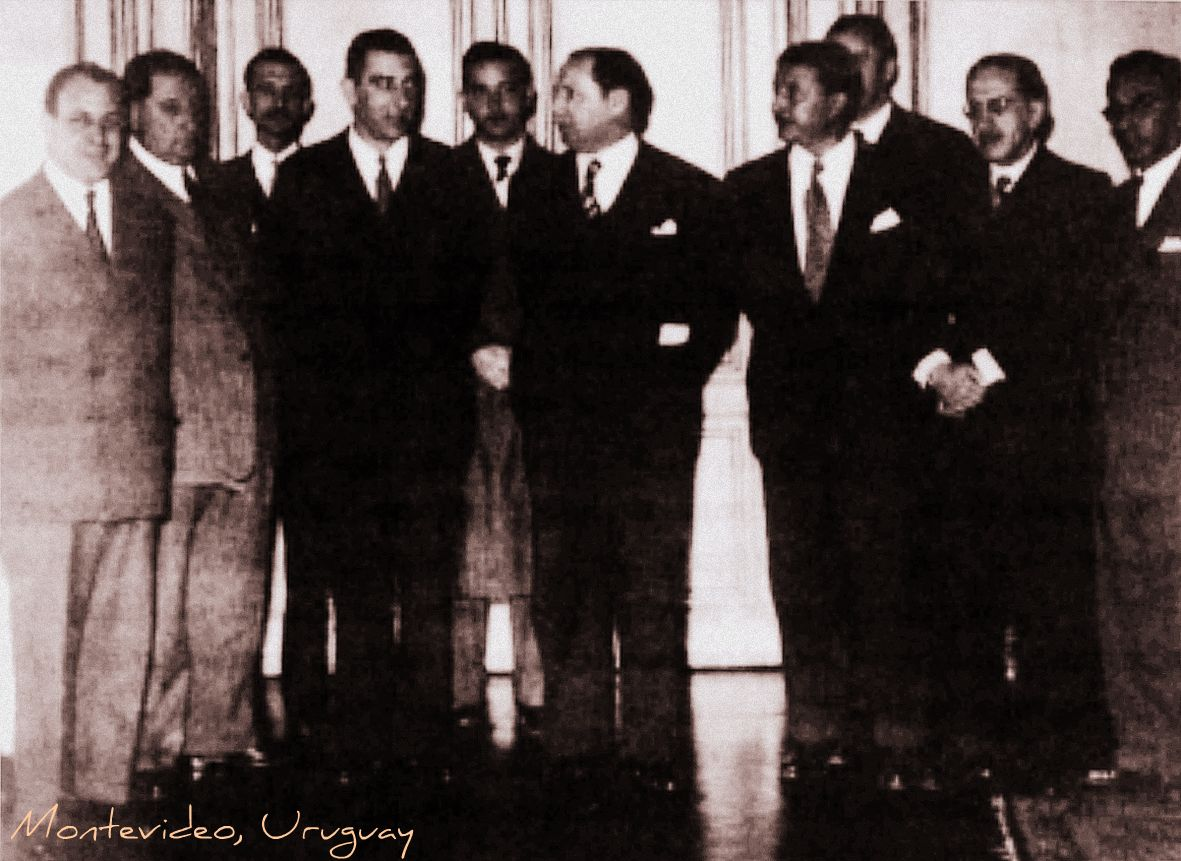
Fundación de la ODCA en 1947.

El 23 de abril de 1947, durante una reunión en Montevideo, Uruguay, a la que asistieron las principales figuras políticas de Argentina, Brasil, Chile y Uruguay que coincidían en la necesidad de crear una organización internacional de demócratas cristianos se fundó la Organización Demócrata Cristiana de América. Representantes de Bolivia y Perú también adhirieron –a través de notas escritas- al nuevo organismo. En el encuentro, fue creada una directiva con la misión de organizar la “sección internacional” del movimiento, integrada por Manuel V. Ordóñez, de Argentina; Trisao de Ataide, de Brasil; Eduardo Frei Montalva, de Chile; y Dardo Regules, de Uruguay. La Declaración de Montevideo, 23 de abril de 1947, fijó como objetivo:

«[...] fundar un movimiento supranacional de bases y denominaciones comunes que tiene por finalidad promover, por medio del estudio y la acción, una verdadera democracia política, económica y cultural, sobre el fundamento de los principios del humanismo cristiano, dentro de los métodos de libertad, respeto a la persona humana y desenvolvimiento del espíritu de comunidad y contra los peligros totalitarios [...].» (DECLARACIÓN DE MONTEVIDEO, 23 DE ABRIL DE 1947)

#### Cofundador del PDC
En julio de 1954, durante el segundo gobierno de Perón, se realizó en la casa de Juan T. Lewis de Rosario, la reunión inicial en donde confluyeron representantes de distintos grupos y corrientes que en años anteriores habían desarrollado expresiones de la democracia cristiana en diferentes puntos del país, y resolvieron encauzar sus esfuerzos en un partido nacional. El doctor Ordóñez fue una de las figuras más salientes de los comienzos de Partido Demócrata Cristiano en la Argentina junto con Juan T. Lewis, Horacio Sueldo, Arturo Ponsati, Horacio Peña, Guido Di Tella, Rodolfo Martínez, Leopoldo Pérez Gaudio, Ignacio Vélez Funes, Ambrosio Romero Carranza
, Alieto Guadagni, Arturo Bas Figueroa, Antonio Cafferata, Manuel Río, el sindicalista Mario Pedro Seijo, Néstor Tomás Auza, Juan José Torres Bas y José Antonio Allende. En la redacción de las bases de la Democracia Cristiana en la Argentina colaboraron el Siervo de Dios Enrique Shaw, que dos años antes había fundado la Asociación Cristiana de Dirigentes de Empresa (ACDE), Horacio Sueldo y Rodolfo Barraco Aguirre.

### Persecución política, prisión y exilio
Ordóñez marchó a Uruguay.ese año funda Partido Demócrata Cristiano de Argentina (PDC).

### Lucha contra el antisemitismo
Desde sus comienzos, afirmó el antisemitismo debía ser condenado de modo total. En la misma sobresalió, con perfiles propios, su maestro y amigo Jacques Maritain. También descollaron hombres de la talla de Peter van der Meer, Jacques Leclerc, Romano Guardini, Luigi Sturzo, Gabriel Marcel, Francois Mauriac, Georges Bemanós y Josph Folliet. En igual orientaciónse destacaron sus compatriotas los obispos y monseñores Miguel de Andrea y Gustavo Franceschi, el Padre Carlos Cucchetti que integró la Academia de Ciencias Morales y Políticas- y Jorge García Venturini.
De una u otra forma Ordóñez estuvo vinculado con estas figuras que tanto hicieron por estrechar vínculos entre cristianos y judíos[cita requerida]. Ordóñez creía firmemente, con el Padre Yves Congar, que el cristiano que, al decir Padre Nuestro, excluyera de entre sus hermanos a los hebreos, no invocaría verdaderamente al Padre que está en los cielos y no sería oído.
Fue un precursor y un propulsor de la Declaración "Nostra Aetate" del Concilio Vaticano II, en cuyo texto los obispos reunidos en Roma.
Estos antecedentes, públicos y notorios, fueron los que determinaron que le fuera otorgado el premio Barón Mauricio de Hirsch[cita requerida] y que en 1979 se incorporara como experto no gubernamental al Comité de las Naciones Unidas constituido para bregar por el cese de la discriminación racial en el mundo.

### Participación de la Revolución Libertadora
En la Revolución Libertadora de 1956, fue miembro de la Junta Consultiva Nacional.
Con motivo de las elecciones presidenciales de 1958, el PDC convocó a la Convención Nacional con el fin de elegir la fórmula presidencial. Hubo dos líneas: "Unidad y Avanzada", que sostenía las candidaturas de Lucas Ayarragaray y Horacio Sueldo y representaban los sectores del partido comprometidos con postulados reformistas y progresistas en lo económico y social; y "Acción e Interior" que apoyaba las candidaturas de Manuel Vicente Ordóñez y M. A. Nessa Boeri, que respondían al sector del partido que adhería a los principios del liberalismo económico. En la votación se impuso "Unidad y Avanzada" y los candidatos a Presidente y Vicepresidente fueron los arriba citados respectivamente. Posteriormente Sueldo renunciando a su candidatura ofreció a un dirigente obrero peronista el cargo de Vicepresidente. Esto provocó una crisis interna en el partido. Como consecuencia, una de las fuerzas militares gobernantes vetó la inclusión de peronistas.
En las elecciones generales la fórmula Demócrata Cristiana sólo obtuvo 280.000 votos.
Ganó Arturo Frondizi, con el apoyo y convenio secreto con Perón (puesto que el peronismo estaba proscripto).

### Lucha contra el comunismo años posteriores
No menos firme fue la posición de Ordóñez frente al expansivo totalitarismo comunista.[cita requerida]
En 1972, cumplidos ya los 70 años, Manuel V. Ordóñez lo habían privado de la concentración necesaria para redactar su tesis doctoral. La tenía en mente desde muchos años antes y la presentó finalmente en diciembre de 1972.[cita requerida] Murió en 1988.

### Homenaje israelita
Después de su muerte su primer homenaje público organizó el Museo Judío de Buenos Aires, situado al lado de la Sinagoga de la Congregación Israelita Argentina, con el auspicio de la Congregación Israelita, mediante un acto en el que hablaron su Presidente y el Cardenal Antonio Quarracino.fiel al magisterio de la Iglesia Católica en temas como Familia, Sexualidad y se opuso a la teología de la liberación acérrimo enemigo de la "Opción Preferencial por los Pobres".